# Phyllostachys nigra
Phyllostachys nigra är en gräsart som först beskrevs av Conrad Loddiges, och fick sitt nu gällande namn av William Munro. Phyllostachys nigra ingår i släktet Phyllostachys och familjen gräs. Utöver nominatformen finns också underarten P. n. henonis.

## Bildgalleri

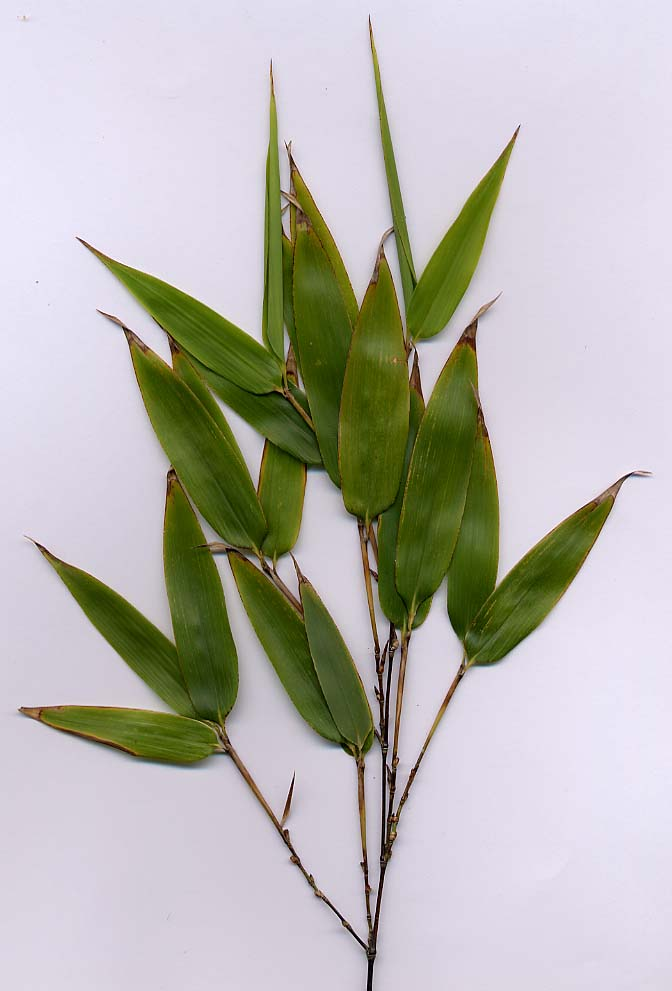
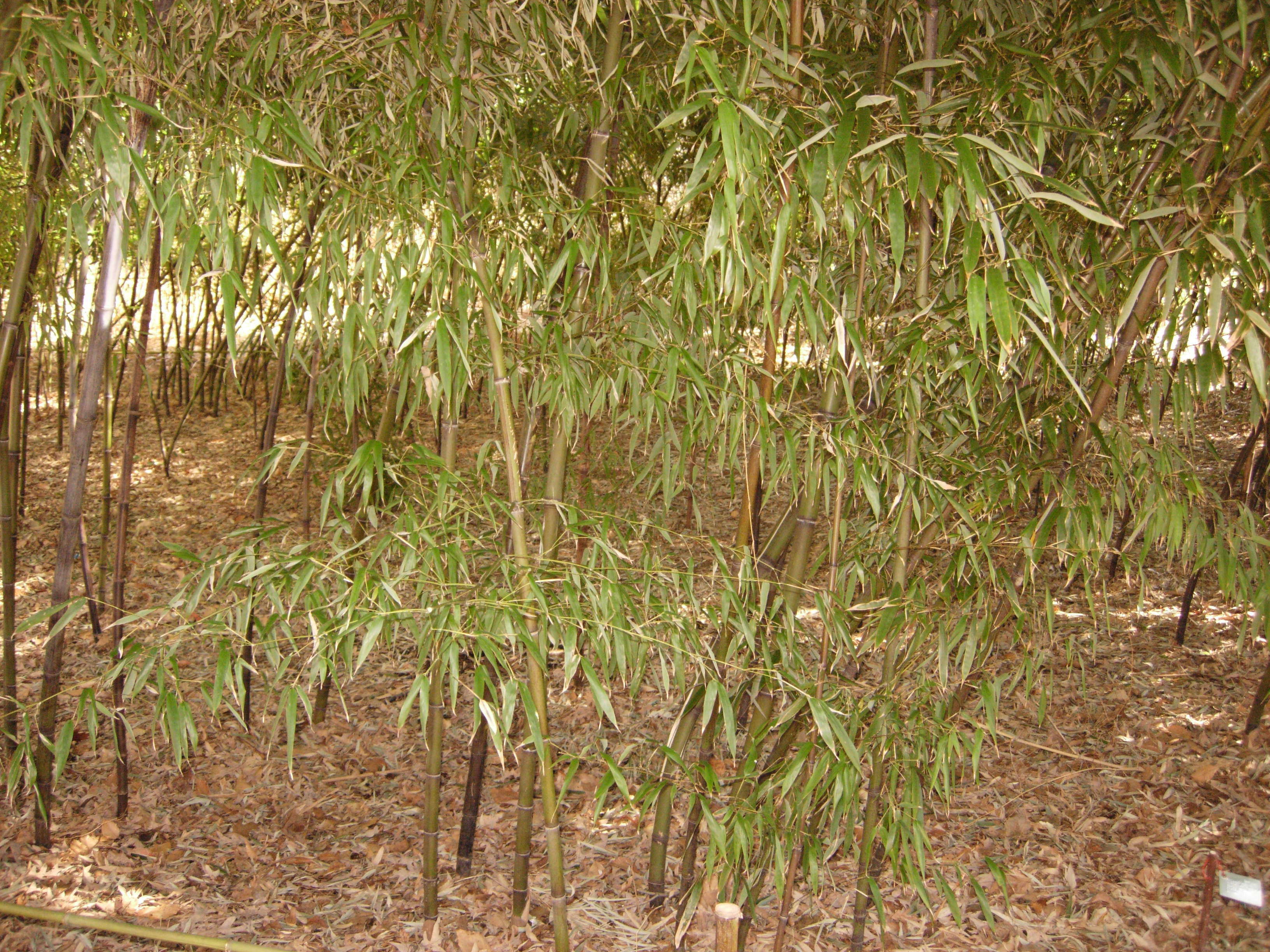
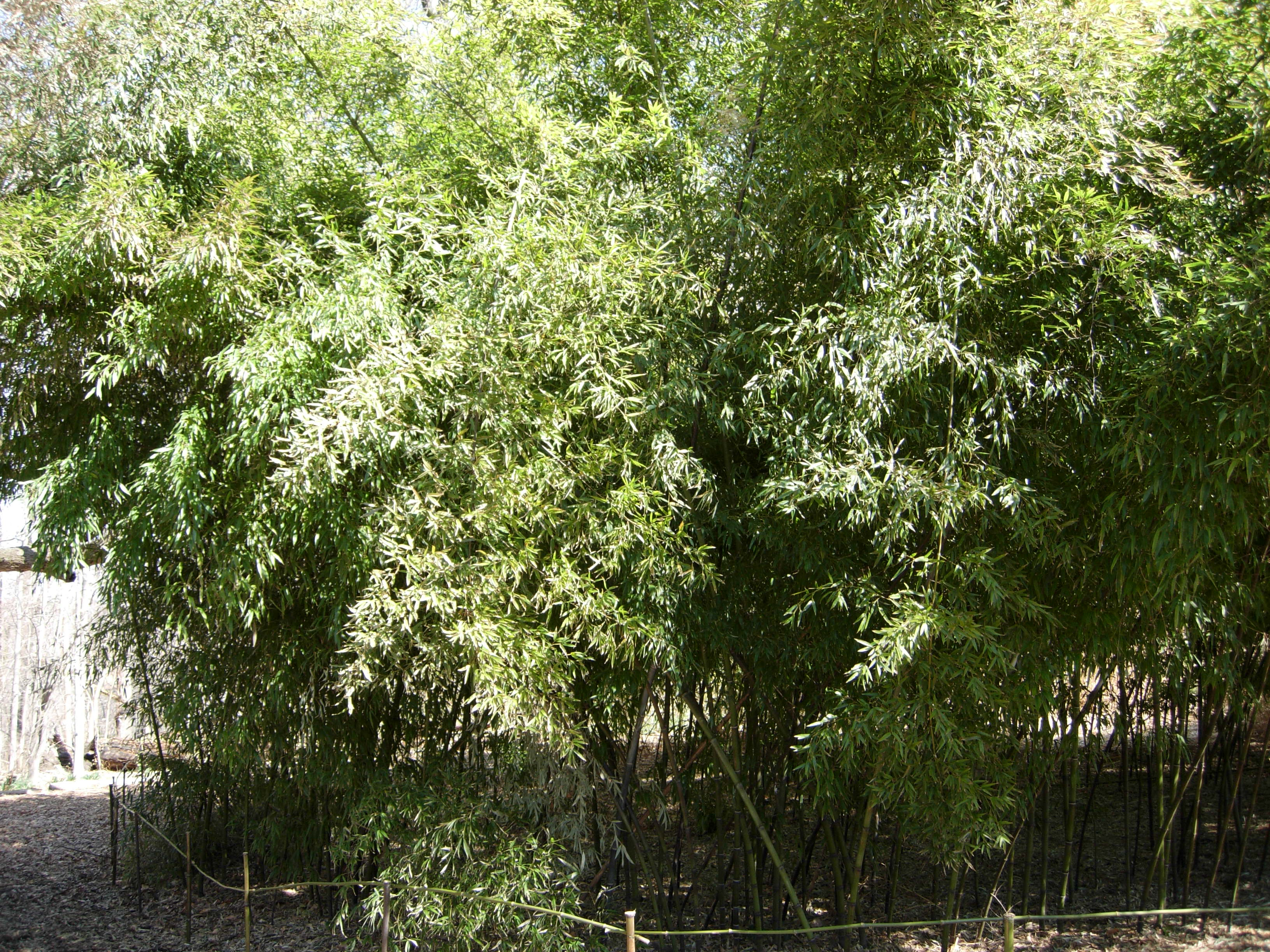
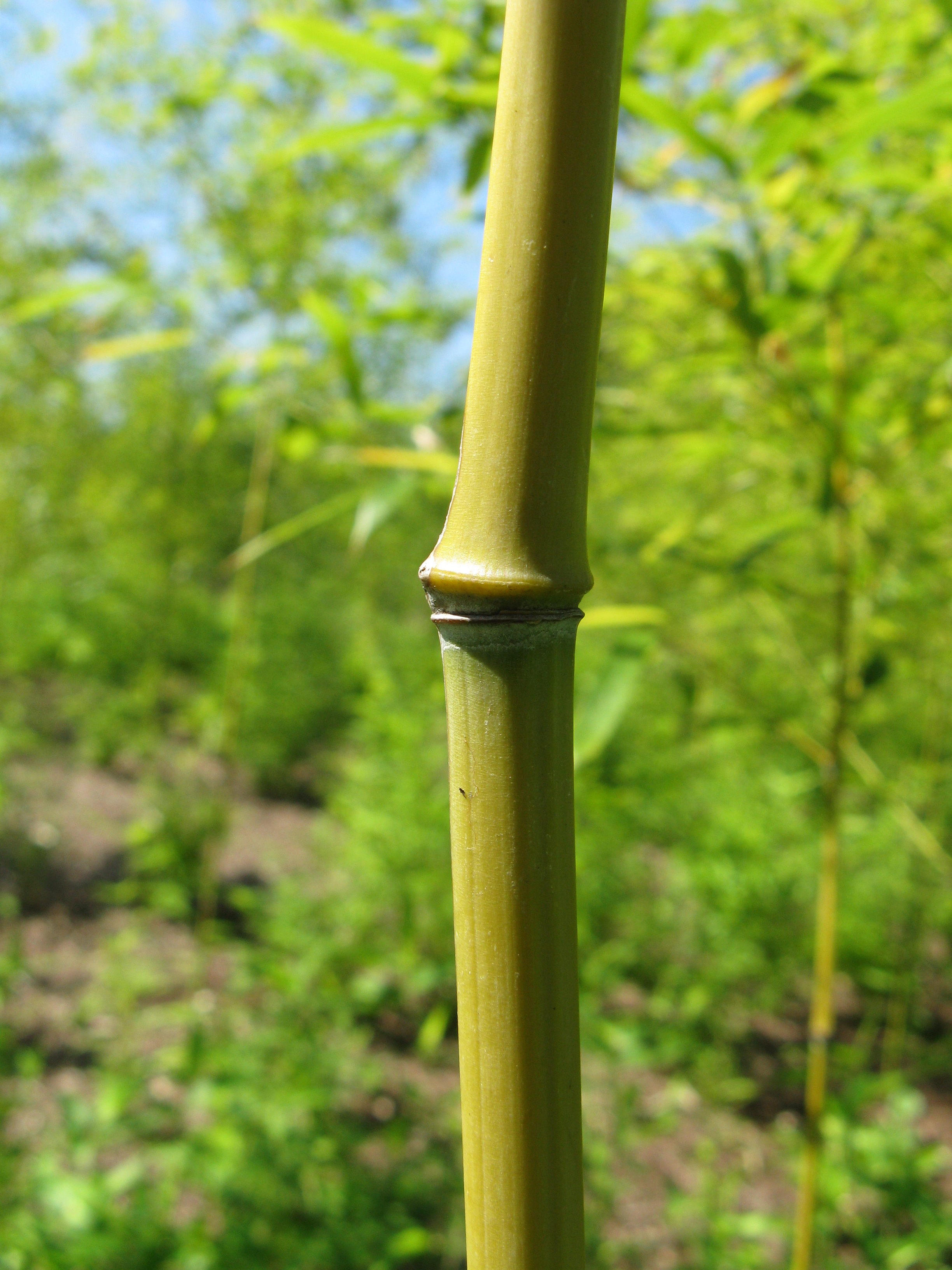
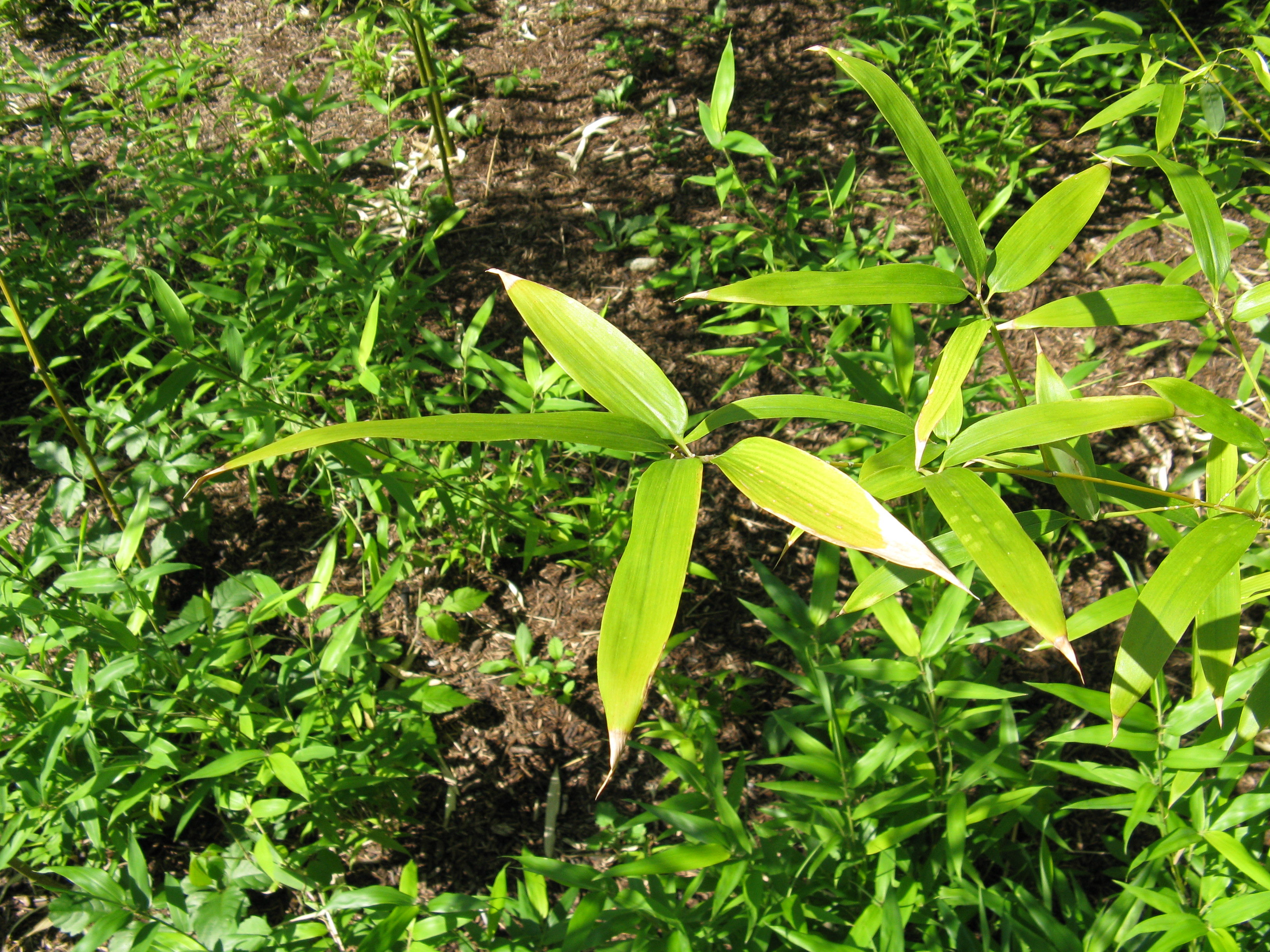
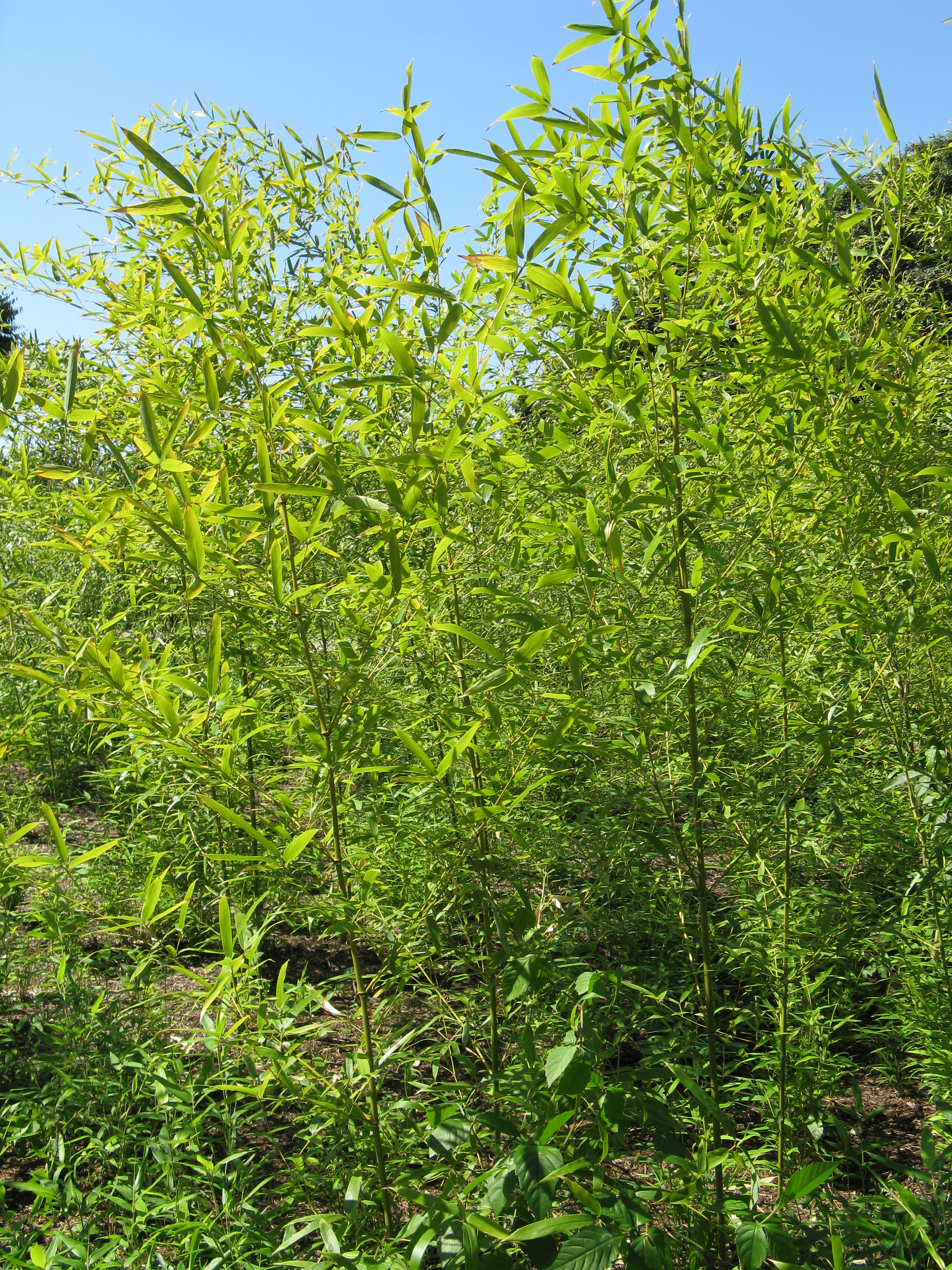